# Xã Logan, Quận Marshall, Kansas
Xã Logan (tiếng Anh: Logan Township) là một xã thuộc quận Marshall, tiểu bang Kansas, Hoa Kỳ. Năm 2010, dân số của xã này là 272 người.